# Astatotilapia tweddlei
Astatotilapia tweddlei è una specie di pesci della famiglia dei Ciclidi.
Lo si può trovare in Malawi e in Mozambico. Il suo habitat naturale sono i fiumi e i laghi di acqua dolce.